# 青春を返せ
『青春を返せ』（せいしゅんをかえせ）は、1963年5月12日に公開された日活制作の人間ドラマ映画、監督は井田探、主演芦川いづみ。
無実の罪で投獄された兄を助けるべく奮闘する妹、その兄弟愛を描いた作品である。

## 配役
- 芦川いづみ : 須田敦子
- 長門裕之 : 須田益夫
- 高野由美 : 須田きぬ
- 大森義夫 : 豊島
- 田代みどり : 松田美子
- 大滝秀治 : 間島
- 河上信夫 : 古畑
- 潮京以子 : 松田フミ
- 藤竜也 : 高木
- 荒井岩衛 : 藤村
- 水木京二 : 長井
- 加原武門 : 裁判長
- 雪丘恵介 : 検事
- 久松洪介 : 部長
- 若原初子 : 河東アキ
- 玉村駿太郎 : 三文屋
- 井田武 : 書生
- 武内悦子 : 女事務員
- 紅沢葉子 : おかみ
- 芦田伸介 : 遠矢
- 清水将夫 : 一の瀬

## スタッフ
- 監督 ： 井田探
- 脚本 ： 井田探、小山崎公朗
- 企画 ： 山本武
- 音楽 ： 山本丈晴
- 美術 :  柳生一夫
- 編集 :  井上親弥
- 撮影 :  柿田勇